# 저수
저수(沮授, ? ~ 200년)는 후한 말기의 관료로, 기주 광평군 사람이다. 기주목 원소를 섬겨 세력 구축에 크게 공헌하였으나, 미움을 사 좌천되었다.

## 생애
젊을 때부터 큰 뜻을 품었고, 권모술수에 뛰어났다. 처음에는 기주별가(冀州別駕)를 지냈고, 이후 두 현에서 현령(縣令)을 지냈다. 훗날 기주목(冀州牧) 한복(韓馥)의 휘하에서 별가(別駕)·기도위(騎都尉)로써 그를 섬겼다.
초평(初平) 2년(191), 한복이 원소(袁紹)에게 기주를 양도하려고 하자 다른 모사들과 더불어 이를 만류하였으나 한복은 듣지 않았다. 결국 원소가 기주를 차지하자, 저수는 그대로 원소를 섬겼다. 저수는 기(冀) · 청(靑) · 유(幽) · 병(幷) 4주(州)를 평정한 뒤 장안(長安)에 황제를 맞이하고 낙양(洛陽)의 종묘를 부활시킨다는 전략을 원소에게 설명하여 원소에게서 극찬을 받은 뒤, 감군(監軍) · 분위장군(奮威將軍) 에 임명되었다.
흥평(興平) 2년(195), 저수는 원소에게 헌제(獻帝)을 맞이할 것을 진언했으나, 곽도(郭圖) 및 순우경(淳于瓊)이 이에 반대하였다. 원소도 동탁(董卓)이 옹립했던 헌제를 맞이하는 것에 부정적이었기 때문에 저수의 진언은 수용되지 못했다. 이것은 [삼국지] 위서 원소전의 주석을 인용한 [헌제전], [후한서] 원소전에 나온다.
건안(建安) 4년(199), 원소는 공손찬(公孫瓚)의 세력을 흡수하고 4주를 평정하는 데 성공했다. 이후 조조(曹操)에 대한 전략을 둘러싼 논쟁이 벌어졌는데, 저수와 전풍(田豊)은 지구전 전략을 주장했으나 곽도와 심배(審配)는 단기전 전략을 주장했다. 원소는 결국 곽도와 심배를 지지했다. 또한 이때 곽도가 저수의 위세가 굉장하다는 것을 참언하였고, 이로 인해 감군의 지위와 권한은 3명의 도독(都督)이 다스리는 체제로 분할되어 저수·순우경·곽도가 도독으로 임명되었다. 또한 저수는 원소가 장남 원담(袁譚)을 청주자사(靑州刺史)로 임명하는 것에 대해 이것은 훗날 화를 키울 것이라며 그만둘 것을 주장하였으나, 원소는 듣지 않았다.
건안 5년(200년), 관도 전투가 시작되기 직전 저수는 원소의 패배를 예상하고 동생 저종(沮宗)을 비롯한 일족에게 재물을 나눠주었다. 전투가 시작되자 원소는 곽도·순우경·안량(顔良)에게 명하여 백마(白馬)에 주둔한 동군태수(東郡太守) 유연(劉延)을 공격하게 했다. 저수는 안량은 용맹하지만 도량이 좁아 단독 작전에는 부적절하다고 원소에게 진언하였으나 거절당했다.
저수의 말처럼 안량은 백마에서 판단을 그르쳐 적중에 고립되고 말았고, 이윽고 조조군 진영에 있던 관우(關羽)에게 죽임을 당했다. 또 원소가 황하를 건너 연진(延津)으로 향하자 저수는 병을 이유로 지휘권을 반납하였기 때문에 원소는 분노하여 저수 휘하의 군을 곽도에게 배속시켰다.
조조군이 관도로 퇴각하자 저수는 재차 지구전을 진언했다. 원소는 거절했으나 조조와 교전을 벌여 전세를 유리하게 이끌었다. 순우경이 병량의 호위를 맡았을 때 저수는 순우경만으로는 위험하니, 장기(蔣奇)에게 별동대를 인솔하게 하여 수비에 만전을 기할 것을 원소에게 진언했으나 원소는 이것도 거절했다. 순우경은 오소(烏巢)에서 조조에게 습격당해 궤멸당했고, 허유(許攸)가 원소를 배반하고 조조에게 원소군의 진중 상황을 상세히 보고하였다)되었고, 이로 인해 원소군은 무너지고 말았다. 저수는 황하를 건너는 것이 늦어져 조조군에게 생포되었다. 조조는 저수에게 자신의 밑으로 들어올 것을 권하였으나 저수는 거절하였고, 이후에도 조조는 그를 후하게 대접하였으나 저수는 탈출하려 하였다. 결국 저수는 조조에게 처형당하였다.

## 후세의 평가
《삼국지위서》 원소전의 주석에 따르면 역사가 손성은 [전풍, 저수의 지모는 옛 전한의 건국공신 장량, 진평에 필적할만한 것이다]라고 극찬하였다. 사실 4주 평정까지는 순조로왔던 원소가 건안 4년 이후 저수의 진언을 특히 무시하면서부터 그의 추락이 시작되었다. 관도 전투에서도 저수의 진언을 받아들였다면 승패는 역전할 가능성이 높았다는 말도 있었다.
일반적인 저수의 이미지는 문약한 참모의 이미지였으나, 실제로는 감군 및 도독을 맡았던 것을 보더라도 매우 탁월한 전략안을 가진 군사령관이라고 말할 수 있다.

### 이야기 속의 저수
《삼국지연의》에서 저수는 처음 한복의 부하였던 것에 지나지 않았다. 거의 사실(史實)과 비슷한 생애를 보내어 비극의 참모로써 사라지는 그의 모습이 묘사되었다. 다만 조조와의 전투에서 지구전 전략이 원소에게 받아들이지 못한 것에 불만을 품고 다른 무장들과 연대하지 않는 장면도 있다.
관도 전투에서 지구전 전술을 설명하였지만 받아들여지지 않고, 구금당할 때 불길한 별이 출현하자 이것을 원소에게 알렸지만 무시되었다. 원소가 패배하자 저수는 조조의 항복 권고을 뿌리치고 죽음을 선택한 것은 사실과 같다. 조조는 [충렬저군지묘(忠烈沮君之墓)]라고 새겨진 묘를 황하의 건너는 장소에 세워 그의 죽음을 기렸다.

## 가계

### 관련 인물
저곡　저종

## 같이 보기
- 삼국지 인물 목록

## 참고 문헌
- 范曄『後漢書』列伝第六十四「袁紹伝」
- 陳寿『三国志』魏書第六「袁紹伝」(和訳：今鷹真・井波律子『三国志 正史 1』ちくま学芸文庫、1992年)
- 同上,魏書第一「武帝紀」(和訳：同上)
- 『三国演義』(和訳：立間祥介『三国志演義 上』平凡社、1972年)